# نورما إليزابيث بويد
نورما إليزابيث بويد (بالإنجليزية: Norma Elizabeth Boyd)‏ (9 أغسطس 1888 - 14 مارس 1985)، هي واحدة من ست عشرة مؤسِسة لنادي ألفا كابا ألفا النسائي، وهو أول نادٍ نسائي مؤسس من قبل طالبات أمريكيات من أصل أفريقي في جامعة هوارد. كانت أيضًا واحدة من المؤسسات للمنظمة في 1913. استمر هذا النادي في إنتاج رأس مال اجتماعي لنحو 111 سنة.
عملت بويد كمدرسة في المدارس العامة لواشنطن العاصمة لأكثر من ثلاثين سنة، ووسعت نطاق معرفة طلابها من خلال اصطحابهم إلى جلسات الاستماع في الكونغرس الأمريكي. كانت بويد من مؤسِسات جمعية ألفا كابا ألفا الأكثر نشاطًا على الصعيد السياسي، مع اهتمامات سياسية على الصعيدين المحلي والدولي.
أسست بويد المجلس غير الحزبي في 1938، وهي أول مجموعة ممثلة للأقليات من أجل ممارسة الضغط على الكونغرس الأمريكي. مُنحت بويد لقب «امرأة العام في حقل التشريع» في 1948 من قبل المجلس الوطني للنساء الزنجيات، وذلك لجهودها في تأسيس وقيادة المجلس غير الحزبي.
نشطت بويد في العديد من المنظمات، والتي كان للعديد منها اهتمامات دولية. مثّلت بويد الولايات المتحدة الأمريكية في العديد من اللجان إضافة إلى مؤتمر في البرازيل بصفتها مراقبة في الأمم المتحدة.

## النشأة
درست بويد في المدارس العامة في واشنطن العاصمة. قُبلت بويد في كلية الآداب والعلوم التابعة لجامعة هوارد في سبتمبر 1906، وتخصصت في الرياضيات. كانت جامعة هوارد من أفضل جامعات السود في البلاد. التحقت بويد بالجامعة في وقت التحق فيه ثلث من أصل 1% من الأمريكيين الأفارقة و5% من البيض الذين وصلوا للسن الذي يؤهلهم لارتياد الجامعة. تخرجت بويد وبحوزتها شهادة البكالوريوس في الآداب في 1910.

## السيرة المهنية ومراحل العمر اللاحقة
تلقّت بويد دورات للدراسات العليا في التعليم والعلاقات العامة على مدى سنين طويلة في كل من جامعة كولومبيا وجامعة نيويورك وجامعة كاليفورنيا في باركلي وكلية ميدلبوري للغة في فيرمونت والجامعة الوطنية المستقلة في المكسيك والجامعة الأميركية وجامعة جورج واشنطن.
عملت بويد كمدرسة في المدارس العامة في واشنطن العاصمة لأكثر من ثلاثين سنة. جلبت بويد مسؤولي مجلس الطلبة إلى جلسات الاستماع الخاصة بالكونغرس الأمريكي، وذلك من أجل تثقيفهم حول العملية السياسية. تقاعدت عن التدريس في 1948.

## الانخراط في أعمال الأمم المتحدة
سُميت نورما بويد كمراقبة تابعة للأمم المتحدة في 1949. شاركت في العديد من اللجان مثل اللجنة الاستشارية للمندوب الأمريكي للمجلس الأمريكي للنساء، ولجنة الاتصال للبلدان الأمريكية، ورابطة الشرق والغرب. 
سافرت بويد في 1949 إلى أمريكا الجنوبية بصفتها مراقبة في اللجنة الأمريكية للمرأة في بوينس آيرس في الأرجنتين. كانت بويد مندوبة ممثلة لكل من منظمات الأمم المتحدة غير الحكومة ومنظمة البيت الدولية ولجنة تفويض الشعب ورابطة النساء الدولية للسلام والحرية. أسست بويد فرعًا جديدًا لرابطة البيت الدولية في البرازيل.
اهتمت بويد بحقوق الأطفال بصفتها مراقبة ودعمت المبدأ العاشر من الإعلان العالمي لحقوق الإنسان. موّلت بويد في إحدى السنوات 25 طالبًا من طلابها لزيارة الجمعية العامة للأمم المتحدة في مدينة نيويورك، وذلك من أجل تعليمهم وتثقيفهم.

## آخر حياتها
أسست بويد منظمة الزمالة الدينية الدولية للمرأة في 1959. ساعدت هذه المنظمة، التي تكونت من نساء من مختلف الخلفيات والثقافات، في جذب الانتباه لسلامة الأطفال وحقوقهم.
سافرت بويد إلى أماكن كثيرة خلال فترات حياتها، من ضمنها الولايات المتحدة الأمريكية وكندا والمكسيك وأمريكا الجنوبية وجزر الهند الغربية البريطانية. كتبت سيرة ذاتية عن حياتها بعنوان، حب يضاهي ثمار عملي. توفيت نورما إليزابيث بويد في واشنطن العاصمة في 14 مارس 1985، وكانت آخر ناجية من مؤسسات نادي ألفا كابا ألفا النسوي.

## العضوية في منظمات أخرى
كانت بويد ناشطة في منظمات عديدة:
1. منظمات مهنية: المجلس الوطني لمدرسي الرياضيات والرابطة الأمريكية للمعلمين ورابطة المعلمين الأمريكيين.
2. منظمات دولية: اللجنة الدولية لمعبد التفاهم ومنظمة الزمالة الدينية الدولية للمرأة ولجنة الاتصال للبلدان الأمريكية، ورابطة النساء الدولية للسلام والحرية
3. منظمات سياسية: المجلس غير الحزبي ورابطة الشرق والغرب ولجنة تفويض الشعب.[4]

شغلت بويد أيضًا منصب رئيس رابطة البيت الدولية في واشنطن العاصمة. ترأست بويد اللجنة العالمية للزمالات المشتركة بين الأديان في كنيسة القديسين التوحيدية في واشنطن العاصمة للفترة من 1958 إلى 1959.